# Parascorpaena
Parascorpaena is een geslacht van straalvinnige vissen uit de familie van schorpioenvissen (Scorpaenidae). Het geslacht is voor het eerst wetenschappelijk beschreven in 1876 door Bleeker.

## Soorten
- Parascorpaena aurita (Rüppell, 1838)
- Parascorpaena bandanensis (Bleeker, 1851)
- Parascorpaena maculipinnis Smith, 1957
- Parascorpaena mcadamsi (Fowler, 1938)
- Parascorpaena mossambica (Peters, 1855)
- Parascorpaena picta (Cuvier, 1829)